# Brachiopsilus dossenus
Brachiopsilus dossenus är en fiskart som beskrevs av Last och Gledhill 2009. Brachiopsilus dossenus ingår i släktet Brachiopsilus och familjen Brachionichthyidae. Inga underarter finns listade.